# Eleição municipal de São Paulo em 2016
A eleição municipal da cidade brasileira de São Paulo ocorreu em 2 de outubro de 2016 para eleger um prefeito, um vice-prefeito e 55 vereadores para a administração da cidade paulista. O prefeito titular foi Fernando Haddad, do Partido dos Trabalhadores (PT), que concorreu à reeleição. As movimentações pré-campanha ocorreram num contexto de crise político-econômica no país, envolvendo um pedido de impeachment da presidente Dilma Rousseff, do PT.
Não houve segundo turno. Pela primeira vez desde 1992 (quando as eleições passaram a ter 2º turno), a eleição foi decidida no 1° turno com a vitória do candidato do PSDB, João Doria Jr.

## Pré-candidatos

### Partido da Social Democracia Brasileira (PSDB)
A candidatura do Partido da Social Democracia Brasileira (PSDB) foi alvo de especulação e disputa de diversos filiados. José Serra, último prefeito do partido (entre 2005 e 2006), foi eleito senador pelo estado de São Paulo em 2014 e, apesar de especulação midiática, negou que concorreria à prefeitura. O senador Aloysio Nunes, também após sofrer especulação sobre uma possível candidatura, selou, com Serra e o ex-presidente da República Fernando Henrique Cardoso, apoio à candidatura do vereador Andrea Matarazzo. Em 30 de dezembro de 2015, o deputado federal Bruno Covas se reuniu com o seu grupo político para anunciar que não disputaria as prévias do partido.
Em 14 de agosto de 2015, o presidente municipal do partido Mário Covas Neto anunciou a realização de prévias para definir o candidato. Na ocasião, anunciaram a participação, além de Matarazzo (com o apoio de Covas Neto), os deputados federais Bruno Covas e Ricardo Tripoli, e o ex-presidente da Embratur João Doria Júnior, que contava com o apoio do Governador de São Paulo Geraldo Alckmin e do ex-presidente Fernando Henrique Cardoso.
As prévias, que aconteceram em 28 de fevereiro, confirmou um segundo turno entre Doria (que conseguiu 43% dos votos) e Matarazzo (com 32%). Antes do segundo turno, no entanto, Matarazzo anunciou sua desfiliação do PSDB, deixando Doria como candidato único. Segundo Matarazzo, "houve flagrante uso da máquina estatal para auxiliar o Doria", se referindo a uma iniciativa do governador Geraldo Alckmin para promover a pré-candidatura do empresário. Como candidato único, Doria participou do segundo turno das prévias e conquistou 96.5% dos votos, elegendo-se pelo partido como pré-candidato oficial.
No dia 21 de julho, o deputado federal Bruno Covas, que concorreu à candidatura a prefeito pelo partido, foi anunciado candidato a vice-prefeito da chapa de Doria. No dia, o partido já tinha firmado aliança com dez partidos.

### Partido do Movimento Democrático Brasileiro (PMDB)
Candidato derrotado nas eleições para governador do estado de São Paulo em 2010 (então pelo PSB) e 2014, Paulo Skaf, presidente da Federação das Indústrias do Estado de São Paulo (FIESP), mostrou interesse em se candidatar à prefeitura em 2016 pelo Partido do Movimento Democrático Brasileiro (PMDB).
Em novembro de 2014, a Ministra da Cultura Marta Suplicy pediu demissão do cargo, retomando seu mandato de senadora. Em abril de 2015, Suplicy se desfiliou do Partido dos Trabalhadores (PT), em parte por ter sido preterida na escolha dos candidatos do partido para o governo paulista em 2010 (quando o escolhido foi Aloízio Mercadante) e para a prefeitura de São Paulo em 2012, quando o escolhido foi Fernando Haddad, que acabou eleito. Inicialmente em conversas com o PSB sobre uma possível filiação e candidatura, ao negociar também com o PMDB, a ex-prefeita irritou o partido, que, pelo presidente estadual Márcio França, anunciou que ela deveria concorrer à prévias caso decidisse se filiar e se candidatar. Em 26 de setembro de 2015, Marta se filiou ao PMDB, no entanto, sua candidatura não foi oficializada.
Alexandre de Moraes saiu do PMDB, se filiando ao PSDB, assim descartando seu nome das prévias ou especulações envolvendo o PMDB. Em 30 de julho, Marta foi lançada como candidata, tendo Andrea Matarazzo (PSD) como vice.

### Partido dos Trabalhadores (PT)
O candidato do partido foi o prefeito Fernando Haddad, que concorre à reeleição. Durante as prévias do partido dos trabalhadores o presidente nacional da sigla, Rui Falcão, afirmava que sua reeleição era prioridade partidária.
No dia 16 de julho, foi decidido que Gabriel Chalita (PDT), ex-Secretário da Educação, seria candidato a vice-prefeito pela chapa de Haddad.  O PR (atual PL) declarou apoio informal a Haddad.

### Partido Progressista (PP)
O apresentador de televisão José Luiz Datena anunciou sua candidatura em 28 de julho de 2015, pelo Partido Progressista (PP), com o deputado estadual Delegado Olim como candidato a vice-prefeito. Em 21 de setembro de 2015, Datena oficializou sua filiação ao Partido Progressista.
Após mostrar interesse em se candidatar à Prefeitura, o deputado federal e ex-prefeito Paulo Maluf desdenhou da possível candidatura de Datena e afirmou que apoiaria a reeleição de Fernando Haddad. Em janeiro de 2016, Maluf novamente sinalizou interesse em disputar a indicação do PP com Datena. Em 18 de janeiro de 2016, Datena anunciou renúncia a pré-candidatura e afirmou que não poderia "(...) permanecer em um partido que tomou mais de R$ 300 milhões da Petrobras."
Após ser reconduzido à presidência estadual do Partido Progressista (PP), através de determinação judicial, Maluf afirmou que pretende ser candidato à Prefeitura de São Paulo nas eleições de 2016. Em 7 de julho de 2016 o partido, através do delegado Olim, anuncia apoio a João Doria Junior (PSDB).

### Partido Republicano Brasileiro (PRB)
Logo ao ser eleito deputado federal em 2014, Celso Russomanno anunciou suas intenções em concorrer à Prefeitura em 2016 pelo Partido Republicano Brasileiro (PRB). Em 7 de maio de 2015, o presidente do partido Marcos Pereira anunciou Russomanno como candidato oficial do PRB. Apesar de liderar com folga todas as pesquisas até o momento, a candidatura de Russomanno corre o risco de ser impugnada devido a um processo por peculato que tramita no Supremo Tribunal Federal contra o pré-candidato. O risco de Russomanno ser julgado culpado e, portanto, perder sua candidatura levou o Datafolha a incluir um cenário de primeiro turno sem Russomanno na segunda pesquisa do instituto referente à eleição.
No dia 24 de julho, o partido oficializou a candidatura de Celso Russomanno à Prefeitura de São Paulo, ainda sem vice definido. No dia da convenção, o partido tinha aliança com três partidos: o PSC, que deixou a pré-candidatura de Marco Feliciano para apoiar Russomanno, o PTN e o PEN.
Em 9 de agosto de 2016 o STF absolveu o candidato do crime de peculato por 3 votos a 2.

### Partido Socialismo e Liberdade (PSOL)
Em março de 2016, Luiza Erundina, deputada federal e ex-prefeita de São Paulo, deixou o Partido Socialista Brasileiro (PSB) com o intuito de fundar o Raiz Movimento Cidadanista. Ela se filiou ao Partido Socialismo e Liberdade (PSOL) para manter sua atividade parlamentar enquanto viabilizava a organização da Raiz. Em abril, ela aceitou o convite do partido em se candidatar à Prefeitura, com o deputado federal Ivan Valente como vice.
Em 24 de julho, o PSOL oficializou a candidatura de Luiza Erundina ao cargo de prefeita de São Paulo, com Ivan Valente como candidato a vice. Durante o evento, foi revelada a primeira aliança da chapa: o PCB. Em 30 de julho houve o anúncio da segunda aliança: o PPL.

### Rede Sustentabilidade (REDE)
Em 17 de fevereiro de 2016, Ricardo Young, vereador de São Paulo e ex-candidato ao Senado Federal, anunciou sua filiação ao partido Rede Sustentabilidade (REDE) e mostrou-se aberto a uma candidatura.
O administrador Fabio Bueno Tanaka, co-fundador da Rede Sustentabilidade, também se apresentou como pré-candidato, mas em 24 de março de 2016, via redes sociais, o administrador retirou sua candidatura.
Em 28 de julho, o REDE oficializou a candidatura de Ricardo Young ao cargo de prefeito de São Paulo, com a ativista Carlota Mingolla como candidata a vice.

### Outros partidos
Em 31 de agosto de 2015, o Partido Social Cristão (PSC) anunciou a pré-candidatura do deputado federal Marco Feliciano. Em 22 de julho de 2016, Feliciano decidiu retirar sua candidatura e o partido passa a apoiar Celso Russomanno (PRB).
Em 4 de outubro de 2015, o Partido Verde (PV) anunciou que o deputado estadual Roberto Tripoli seria o candidato da legenda, porém o partido anuncia apoio a João Doria Junior (PSDB) em 24 de junho de 2016.
Em outubro de 2015, o Partido Trabalhista Brasileiro (PTB) anunciou a pré-candidatura de Marlene Campos Machado, presidente do PTB Mulher e candidata ao senado por São Paulo em 2014. A pré-candidatura durou até julho de 2016, quando o partido decidiu apoiar Marta Suplicy (PMDB), e Marlene será candidata a vice na chapa de Marta. Em 25 de julho, a candidata do PMDB fechou com o PSD e o partido pode apoiar Celso Russomanno (PRB) ou relançar a candidatura de Marlene. Mas na noite de 25 de julho de 2016, o PTB decide apoiar Celso Russomanno e nesse acordo é confirmado que Marlene será candidata a vice na chapa de Russomanno
Em 30 de março de 2016, o Partido Social Democrático (PSD) anunciou a pré-candidatura de Andrea Matarazzo, recém saído do PSDB. A pré-candidatura durou até 25 de julho de 2016, quando o partido decidiu apoiar a candidata Marta Suplicy (PMDB), com Matarazzo como candidato a vice na chapa .
Em 4 de junho, o Solidariedade (SD) confirmou a pré-candidatura do Major Olímpio a prefeitura de São Paulo. Em 29 de julho de 2016, foi oficializada a candidatura.
Em 9 de junho, o Partido Social Democrata Cristão (PSDC) anunciou a pré-candidatura do Vice-Presidente da Associação Comercial de São Paulo João Bico. Em 24 de julho, a candidatura foi oficializada.
Em 7 de julho de 2016, o Partido Socialista dos Trabalhadores Unificado (PSTU) anunciou a pré-candidatura do presidente licenciado do Sindicato dos Metroviários de São Paulo Altino de Melo Prazeres. Em 30 de julho foi oficializada a candidatura.
Em 10 de julho, o professor de Filosofia Filipe Celeti, filiado ao Partido Social Liberal (PSL) e coordenador estadual do partido ainda sem registro oficial LIBER, anunciou sua pré-candidatura por intermédio das redes sociais. O PSL deliberou sobre a candidatura em sua convenção, no dia 23 de julho. Na convenção, o partido anuncia apoio a João Doria Jr. (PSDB).
Em convenção ocorrida no dia 25 de julho, o Partido Renovador Trabalhista Brasileiro (PRTB) aclamou a candidatura de Levy Fidelix à prefeitura de São Paulo em 2016, tendo como vice Jairo Glikson, filiado ao PRTB mas ligado ao Partido Militar Brasileiro, que ainda está sendo formado.

## Candidatos
| Nº | Candidato(a) a prefeito(a) | Candidato(a) a prefeito(a) | Candidato(a) a vice-prefeito(a) | Candidato(a) a vice-prefeito(a)   | Coligação majoritária                                                                     | Coligações proporcionais | Duração da propaganda eleitoral |
| -- | -------------------------- | -------------------------- | ------------------------------- | --------------------------------- | ----------------------------------------------------------------------------------------- | --- | ------------------------------- |
| 16 |                            | Altino Prazeres (PSTU)     |                                 | Professora Janaína (PSTU)         | Sem coligação                                                                             | Sem coligação | 0min05s                         |
| 10 |                            | Celso Russomanno (PRB)     |                                 | Marlene Campos Machado (PTB)      | "São Paulo Sabe, A Gente Resolve" (PRB, PSC, PTB e PEN)                                   | "PRB / PSC" (PRB e PSC) Sem coligação: PTB, PEN | 1min12s                         |
| 13 |                            | Fernando Haddad (PT)       |                                 | Gabriel Chalita (PDT)             | "Mais São Paulo" (PT, PCdoB, PDT e PROS)                                                  | "Mais São Paulo" (PT, PCdoB, PDT e PROS) | 2min35s                         |
| 29 |                            | Henrique Áreas (PCO)       |                                 | Tranquillo Moterle (PCO)          | Sem coligação                                                                             | Sem coligação | 0min05s                         |
| 27 |                            | João Bico (PSDC)           |                                 | Professora Sílvia Cristina (PSDC) | Sem coligação                                                                             | Sem coligação | 0min07s                         |
| 45 |                            | João Doria (PSDB)          |                                 | Bruno Covas (PSDB)                | "Acelera SP" (PSDB, PP, PSB, DEM, PTN, PMN, PPS, PHS, PV, PSL, PMB, PRP, PR, PTC e PTdoB) | "PSDB / DEM / PSB / PP" (PSDB, DEM, PSB e PP) "PPS / PHS / PMB" (PPS, PHS e PMB) "Projeto Vitória" (PTC, PRP e PTdoB) Sem coligação: PSL, PTN, PR, PMN e PV | 3min6s                          |
| 28 |                            | Levy Fidelix (PRTB)        |                                 | Jairo Glikson (PRTB)              | Sem coligação                                                                             | Sem coligação | 0min06s                         |
| 50 |                            | Luiza Erundina (PSOL)      |                                 | Ivan Valente (PSOL)               | "Os Sonhos Podem Governar" (PSOL, PCB e PPL)                                              | "Os Sonhos Podem Governar" (PSOL, PCB e PPL) | 0min10s                         |
| 77 |                            | Major Olímpio (SD)         |                                 | David Martins (SD)                | Sem coligação                                                                             | Sem coligação | 0min21s                         |
| 15 |                            | Marta Suplicy (PMDB)       |                                 | Andrea Matarazzo (PSD)            | "União por São Paulo" (PMDB e PSD)                                                        | "União por São Paulo" (PMDB e PSD) | 1min57s                         |
| 18 |                            | Ricardo Young (REDE)       |                                 | Carlota Mingolla (REDE)           | Sem coligação                                                                             | Sem coligação | 0min09s                         |

## Pesquisas

### Pré-candidatos

#### Respostas estimuladas
| Data                   | 03/11/15  | 21/06/16 | 15/07/16  | 29/07/16 |
| Instituto              | DataFolha | IBOPE    | DataFolha | IBOPE    |
| Fonte                  | [ 74 ]    | [ 75 ]   | [ 76 ]    | [ 77 ]   |
| ---------------------- | --------- | -------- | --------- | -------- |
| Celso Russomanno (PRB) | 34%       | 26%      | 25%       | 29%      |
| Marta Suplicy (PMDB)   | 13%       | 10%      | 16%       | 10%      |
| Luiza Erundina (PSOL)  |           | 8%       | 10%       | 8%       |
| Fernando Haddad (PT)   | 12%       | 7%       | 8%        | 7%       |
| João Doria (PSDB)      | 3%        | 6%       | 6%        | 7%       |
| Major Olímpio (SD)     |           | 2%       | 2%        | 1%       |
| Levy Fidelix (PRTB)    |           | 1%       | 2%        | 2%       |
| Ricardo Young (REDE)   |           | 0%       | 1%        | 0%       |
| João Bico (PSDC)       |           |          |           | 1%       |
| Brancos ou Nulos       | 18%       | 21%      | 19%       | 18%      |
| Indecisos              | 2%        | 5%       | 4%        | 4%       |

### Candidatos (1º Turno)

#### Respostas estimuladas
| Data                   | 23/08  | 26/08     | 02/09            | 09/09     | 14/09  | 21/09            | 22/09     | 26/09  | 27/09     | 28/09  | 01/10     | 01/10  |
| Instituto              | IBOPE  | DataFolha | Paraná Pesquisas | DataFolha | IBOPE  | Paraná Pesquisas | DataFolha | IBOPE  | Datafolha | IBOPE  | Datafolha | IBOPE  |
| Fonte                  | [ 78 ] | [ 79 ]    | [ 80 ]           | [ 81 ]    | [ 82 ] | [ 83 ]           | [ 84 ]    | [ 85 ] | [ 86 ]    | [ 87 ] | [ 88 ]    | [ 89 ] |
| ---------------------- | ------ | --------- | ---------------- | --------- | ------ | ---------------- | --------- | ------ | --------- | ------ | --------- | ------ |
| João Doria (PSDB)      | 9%     | 5%        | 13,7%            | 16%       | 17%    | 21,2%            | 25%       | 28%    | 30%       | 28%    | 44%       | 35%    |
| Celso Russomanno (PRB) | 33%    | 31%       | 32,1%            | 26%       | 30%    | 27,7%            | 22%       | 24%    | 22%       | 22%    | 16%       | 23%    |
| Marta Suplicy (PMDB)   | 17%    | 16%       | 15,8%            | 21%       | 20%    | 19,5%            | 20%       | 15%    | 15%       | 16%    | 14%       | 19%    |
| Fernando Haddad (PT)   | 9%     | 8%        | 7,0%             | 9%        | 9%     | 8,5%             | 10%       | 12%    | 11%       | 13%    | 16%       | 15%    |
| Luiza Erundina (PSOL)  | 9%     | 10%       | 7,1%             | 7%        | 5%     | 4,9%             | 5%        | 4%     | 5%        | 5%     | 5%        | 5%     |
| Major Olímpio (SD)     | 2%     | 2%        | 2,1%             | 2%        | 1%     | 1,5%             | 2%        | 1%     | 1%        | 1%     | 2%        | 1%     |
| Levy Fidelix (PRTB)    | 1%     | 2%        | 1,0%             | 1%        | 1%     | 0,9%             | 1%        | 1%     | 1%        | 1%     | 1%        | 1%     |
| João Bico (PSDC)       | 1%     | 0%        | 0,6%             | 1%        | 1%     | 0,2%             | 0%        | 1%     | 0%        | 1%     | 0%        | 1%     |
| Ricardo Young (REDE)   | 1%     | 1%        | 0,8%             | 0%        | 0%     | 0,2%             | 0%        | 0%     | 0%        | 1%     | 1%        | 0%     |
| Altino Prazeres (PSTU) | 1%     | 0%        | 0,5%             | 0%        | 0%     | 0,3%             | 0%        | 0%     | 0%        | 0%     | 0%        | 0%     |
| Henrique Áreas (PCO)   | 0%     | 0%        | 0,0%             | 0%        | 0%     | 0,2%             | 0%        | 0%     | 0%        | 0%     | 0%        | 0%     |
| Brancos ou Nulos       | 13%    | 17%       | 12,7%            | 13%       | 13%    | 9,9%             | 11%       | 10%    | 12%       | 9%     | 10%       | 10%    |
| Indecisos              | 4%     | 7%        | 6,8%             | 4%        | 3%     | 5,1%             | 4%        | 4%     | 4%        | 3%     | 4%        | 3%     |
| Margem de erro         | 3%     | 3%        | 3%               | 3%        | 3%     | 3%               | 3%        | 3%     | 3%        | 3%     | 2%        | 3%     |

#### Respostas espontâneas
| Data                   | 23/08  | 26/08     | 02/09            | 09/09     | 14/09  | 21/09            | 22/09     | 26/09  | 27/09     |
| Instituto              | IBOPE  | DataFolha | Paraná Pesquisas | DataFolha | IBOPE  | Paraná Pesquisas | DataFolha | IBOPE  | Datafolha |
| Fonte                  | [ 78 ] | [ 79 ]    | [ 80 ]           | [ 81 ]    | [ 82 ] | [ 83 ]           | [ 84 ]    | [ 90 ] | [ 86 ]    |
| ---------------------- | ------ | --------- | ---------------- | --------- | ------ | ---------------- | --------- | ------ | --------- |
| João Doria (PSDB)      | 4%     | 3%        | 5,8%             | 9%        | 11%    | 12,3%            | 18%       | 22%    | 23%       |
| Celso Russomanno (PRB) | 11%    | 11%       | 13,1%            | 16%       | 21%    | 14,8%            | 14%       | 16%    | 14%       |
| Marta Suplicy (PMDB)   | 4%     | 5%        | 4,9%             | 12%       | 13%    | 9,5%             | 12%       | 9%     | 9%        |
| Fernando Haddad (PT)   | 6%     | 4%        | 3,2%             | 6%        | 7%     | 5,1%             | 7%        | 9%     | 9%        |
| Luiza Erundina (PSOL)  | 3%     | 3%        | 2,8%             | 3%        | 2%     | 2,4%             | 3%        | 4%     | 4%        |
| Outros                 | 3%     | 2%        | 1,4%             | 4%        | 1%     | 1,7%             | 3%        | 2%     | 5%        |
| Brancos ou Nulos       | 23%    | 17%       | 14,2%            | 14%       | 23%    | 11,6%            | 12%       | 19%    | 13%       |
| Indecisos              | 45%    | 55%       | 54,7%            | 34%       | 20%    | 42,8%            | 29%       | 20%    | 24%       |
| Margem de erro         | 3%     | 3%        | 3%               | 3%        | 3%     | 3%               | 3%        | 3%     | 3%        |

#### Índice de Rejeição
| Data                   | 23/08  | 26/08     | 09/09     | 14/09  | 22/09     | 26/09  | 27/09     | 28/09  |
| Instituto              | IBOPE  | DataFolha | DataFolha | IBOPE  | DataFolha | IBOPE  | Datafolha | IBOPE  |
| Fonte                  | [ 78 ] | [ 91 ]    | [ 81 ]    | [ 82 ] | [ 92 ]    | [ 90 ] | [ 86 ]    | [ 92 ] |
| ---------------------- | ------ | --------- | --------- | ------ | --------- | ------ | --------- | ------ |
| Fernando Haddad (PT)   | 52%    | 49%       | 46%       | 48%    | 45%       | 47%    | 43%       | 41%    |
| Marta Suplicy (PMDB)   | 35%    | 32%       | 29%       | 27%    | 29%       | 28%    | 32%       | 29%    |
| Levy Fidelix (PRTB)    | 22%    | 27%       | 27%       | 31%    | 30%       | 30%    | 29%       | 26%    |
| Luiza Erundina (PSOL)  | 25%    | 25%       | 26%       | 29%    | 27%       | 27%    | 28%       | 25%    |
| Celso Russomanno (PRB) | 24%    | 18%       | 21%       | 22%    | 27%       | 25%    | 30%       | 24%    |
| João Bico (PSDC)       | 7%     | 21%       | 22%       | 20%    | 21%       | 18%    | 20%       | 18%    |
| Major Olímpio (SD)     | 8%     | 19%       | 21%       | 22%    | 22%       | 19%    | 21%       | 17%    |
| João Doria (PSDB)      | 12%    | 22%       | 20%       | 18%    | 19%       | 17%    | 17%       | 17%    |
| Altino Prazeres (PSTU) | 7%     | 17%       | 18%       | 19%    | 20%       | 15%    | 19%       | 17%    |
| Henrique Áreas (PCO)   | 1%     | 16%       | 17%       | 16%    | 19%       | 13%    | 17%       | 14%    |
| Ricardo Young (REDE)   | 1%     | 15%       | 17%       | 17%    | 17%       | 13%    | 17%       | 13%    |
| Rejeita todos          | —      | 7%        | 5%        | —-     | 3%        | —      | 5%        | —      |
| Não rejeita nenhum     | 1%     | 3%        | 3%        | 0%     | 1%        | 1%     | 3%        | 2%     |
| Indecisos              | 8%     | 5%        | 3%        | 5%     | 4%        | 5%     | 3%        | 6%     |

## Debates televisionados
Seguindo a tradição, a Band São Paulo realizou o primeiro debate entre os candidatos no dia 22 de agosto. O canal também definiu o primeiro debate do 2º turno para 7 de outubro. Em 23 de setembro, o SBT São Paulo realizou seu debate em parceria com UOL e Folha. Além de Band e SBT, a TV Gazeta, em parceria com o Estadão e com o Twitter, promoveu debate em 18 de setembro. A Record São Paulo e a Globo São Paulo serão as últimas a promoverem debates: os do primeiro turno serão nos dias 25 e 29 de setembro, enquanto os do segundo turno serão nos dias 23 e 28 de outubro. A RedeTV! São Paulo confirmou a realização de debates em 2 de setembro e 14 de outubro, em parceria com UOL, Veja e Facebook.
A ex-prefeita de São Paulo Luiza Erundina (PSOL-SP) interpreta de outra forma o artigo 46 da Lei das Eleições, aprovado em 2015 que dá acesso a debates apenas para candidatos de partidos com mais de oito deputados federais.
A deputada federal espera resposta da ministra do TSE Rosa Weber ao seu pedido de derrubar a lei. A candidata tenta assegurar a sua participação por meio de convite de 2/3 dos adversários, opção permitida pelo artigo.
Declarou recentemente aos órgãos de imprensa nacionais que promete colocar em prática, já no primeiro debate, marcado para o próximo dia 22, na TV Bandeirantes, uma estratégia que vai convocar a militância para a porta da emissora, onde fará um comício à moda antiga, com uma potente aparelhagem de som com potencial para se fazer ouvida por toda a vizinhança do bairro do Morumbi, endereço da emissora.
Caso não consiga ir ao debate oficial, também faz parte da estratégia exigir que os organizadores do debate coloquem no cenário uma cadeira vazia com seu nome, uma forma de informar a população de sua candidatura. A candidata tentou para o primeiro debate um recurso porem o TRE indeferiu o recurso,tanto para Erundina quanto para Levy Fidelix (PRTB) pois os partidos não preenchem o requisito de representatividade exigido.
Em 25 de agosto, o STF determina que as emissoras de TV convidem os candidatos nanicos. Já para o debate da Rede TV! a candidata do PSOL Luiza Erundina foi convidada.

### Primeiro turno
| Data           | Organizador(es)              | Doria (PSDB) | Russomanno (PRB) | Haddad (PT) | Olímpio (SD) | Marta (PMDB) | Erundina (PSOL) | Young (REDE)  | Fidelix (PRTB) | Altino (PSTU) | Áreas (PCO)   | Bico (PSDC)   |
| -------------- | ---------------------------- | ------------ | ---------------- | ----------- | ------------ | ------------ | --------------- | ------------- | -------------- | ------------- | ------------- | ------------- |
| 22 de agosto   | TV Bandeirantes              | Presente     | Presente         | Presente    | Presente     | Presente     | Não convidada   | Não convidado | Não convidado  | Não convidado | Não convidado | Não convidado |
| 2 de setembro  | RedeTV!, Veja, UOL, Facebook | Presente     | Presente         | Presente    | Presente     | Presente     | Presente        | Não convidado | Não convidado  | Não convidado | Não convidado | Não convidado |
| 18 de setembro | TV Gazeta, Estadão, Twitter  | Presente     | Presente         | Presente    | Presente     | Presente     | Presente        | Não convidado | Não convidado  | Não convidado | Não convidado | Não convidado |
| 23 de setembro | SBT, UOL, Folha              | Presente     | Presente         | Presente    | Presente     | Presente     | Presente        | Não convidado | Não convidado  | Não convidado | Não convidado | Não convidado |
| 25 de setembro | TV Record, Google            | Presente     | Presente         | Presente    | Presente     | Presente     | Presente        | Não convidado | Não convidado  | Não convidado | Não convidado | Não convidado |
| 29 de setembro | TV Globo                     | Presente     | Presente         | Presente    | Presente     | Presente     | Presente        | Não convidado | Não convidado  | Não convidado | Não convidado | Não convidado |

## Resultados

### Prefeito
| Candidato(a)                                             | Vice                                                     | Coligação                                                          | 1º turno 2 de outubro de 2016 | 1º turno 2 de outubro de 2016 |
| Candidato(a)                                             | Vice                                                     | Coligação                                                          | Total                         | Percentagem                   |
| -------------------------------------------------------- | -------------------------------------------------------- | ------------------------------------------------------------------ | ----------------------------- | ----------------------------- |
| João Doria (PSDB)                                        | Bruno Covas (PSDB)                                       | Acelera SP: (PSDB/PPS/PV/PSB/DEM/PMB/PHS/PP/PSL/PTdoB/PRP/PTC/PTN) | 3 085 187                     | 53,29%                        |
| Fernando Haddad (PT)                                     | Gabriel Chalita (PDT)                                    | MAIS SÃO PAULO: (PT/PCdoB/PR/PDT/PROS)                             | 967 190                       | 16,70%                        |
| Celso Russomanno (PRB)                                   | Marlene Campos Machado (PTB)                             | "SÃO PAULO SABE, A GENTE RESOLVE": (PRB/PSC/PTB/PATRIOTA)          | 789 986                       | 13,64%                        |
| Marta Suplicy (PMDB)                                     | Andrea Matarazzo (PSD)                                   | UNIÃO POR SÃO PAULO: (PMDB/PSD)                                    | 587 220                       | 10,14%                        |
| Luiza Erundina (PSOL)                                    | Ivan Valente (PSOL)                                      | OS SONHOS PODEM GOVERNAR: (PSOL/PCB/PPL)                           | 184 000                       | 3,18%                         |
| Major Olímpio (SD)                                       | David Martins (SD)                                       | Chapa Pura: (Solidariedade)                                        | 116 870                       | 2,02%                         |
| Ricardo Young (REDE)                                     | Carlota Mingolla (REDE)                                  | Chapa Pura: (REDE)                                                 | 25 993                        | 0,45%                         |
| Levy Fidelix (PRTB)                                      | Jairo Glikson(PRTB)                                      | Chapa Pura: (PRTB)                                                 | 21 705                        | 0,37%                         |
| João Bico (PSDC)                                         | Professora Sílvia Cristina (PSDC)                        | Chapa Pura: (PSDC)                                                 | 6 006                         | 0,10%                         |
| Altino Prazeres (PSTU)                                   | Professora Janaína (PSTU)                                | Chapa Pura: (PSTU)                                                 | 4 715                         | 0,08%                         |
| Henrique Áreas (PCO)                                     | Tranquillo Moterle (PCO)                                 | Chapa Pura: (PCO)                                                  | 1 019                         | 0,02%                         |
| → Total de votos válidos                                 | → Total de votos válidos                                 | → Total de votos válidos                                           | 5 789 891                     | 83,36%                        |
| → Votos em branco                                        | → Votos em branco                                        | → Votos em branco                                                  | 367 471                       | 5,29%                         |
| → Votos nulos                                            | → Votos nulos                                            | → Votos nulos                                                      | 788 379                       | 11,35%                        |
| Total                                                    | Total                                                    | Total                                                              | 6 945 741                     | 78,16%                        |
| Abstenções                                               | Abstenções                                               | Abstenções                                                         | 1 940 454                     | 21,84%                        |
| Total de inscritos                                       | Total de inscritos                                       | Total de inscritos                                                 | 8 886 195                     | 100%                          |
| Relação da população municipal ao total de votos válidos | Relação da população municipal ao total de votos válidos | Relação da população municipal ao total de votos válidos           | 12 038 175                    | ~48,09%                       |
| Relação da população municipal ao total de inscritos     | Relação da população municipal ao total de inscritos     | Relação da população municipal ao total de inscritos               | 12 038 175                    | ~73,81%                       |

| Partido | Partido | Candidato  | Votos     | Votos (%) |
| ------- | ------- | ---------- | --------- | --------- |
|         | PSDB    | Doria      | 3 085 187 | 53,29%    |
|         | PT      | Haddad     | 967 190   | 16,7%     |
|         | PRB     | Russomanno | 789 986   | 13,64%    |
|         | PMDB    | Marta      | 587 220   | 10,14%    |
|         | PSOL    | Erundina   | 184 000   | 3,18%     |
|         | SD      | Olímpio    | 116 870   | 2,02%     |
|         | REDE    | Young      | 25 993    | 0,45%     |
|         | PRTB    | Fidelix    | 21 705    | 0,37%     |
|         | PSDC    | Bico       | 6 006     | 0,1%      |
|         | PSTU    | Altino     | 4 715     | 0,08%     |
|         | PCO     | Áreas      | 1 019     | 0,02%     |
| Totais  | Totais  | Totais     | 5 789 891 |           |

### Vereadores eleitos
Representação eleita
  PSDB: 11
  PT: 9
  DEM: 4
  PRB: 4
  PR: 4
  PSD: 4
  PSB: 3
  PV: 2
  PTB: 2
  PMDB: 2
  PPS: 2
  PSOL: 2
  PP: 1
  PSC: 1
  PROS: 1
  PTN: 1
  NOVO: 1
  PHS: 1

Fonteː
| Candidato(a)            | Partido | Votação     | Votação |
| Candidato(a)            | Partido | Porcentagem | Total   |
| ----------------------- | ------- | ----------- | ------- |
| Eduardo Suplicy         | PT      | 5,62%       | 301.446 |
| Milton Leite            | DEM     | 2,01%       | 107.957 |
| Reginaldo Tripoli       | PV      | 1,66%       | 88.843  |
| Conte Lopes             | PP      | 1,49%       | 80.052  |
| Mário Covas Neto        | PSDB    | 1,41%       | 75.593  |
| Eduardo Tuma            | PSDB    | 1,31%       | 70.273  |
| Adilson Amadeu          | PTB     | 1,25%       | 67.071  |
| Souza Santos            | PRB     | 1,04%       | 55.924  |
| Ricardo Nunes           | PMDB    | 1,02%       | 54.692  |
| Celso Jatene            | PR      | 1,00%       | 52.715  |
| Eliseu Gabriel          | PSB     | 0,98%       | 52.355  |
| Rodrigo Goulart         | PSD     | 0,92%       | 49.364  |
| Fernando Holiday        | DEM     | 0,90%       | 48.055  |
| Atílio Francisco        | PRB     | 0,88%       | 46.961  |
| Masataka Ota            | PSB     | 0,86%       | 45.915  |
| Senival Moura           | PT      | 0,85%       | 45.320  |
| Patrícia Bezerra        | PSDB    | 0,84%       | 45.285  |
| João Jorge              | PSDB    | 0,79%       | 42.404  |
| Aurélio Nomura          | PSDB    | 0,78%       | 41.954  |
| Soninha Francine        | PPS     | 0,75%       | 40.113  |
| Edir Sales              | PSD     | 0,73%       | 39.062  |
| Gilson Barreto          | PSDB    | 0,72%       | 38.564  |
| André Santos            | PRB     | 0,70%       | 37.393  |
| Daniel Annenberg        | PSDB    | 0,69%       | 36.983  |
| Alfredinho              | PT      | 0,68%       | 36.324  |
| Toninho Paiva           | PR      | 0,66%       | 35.219  |
| Juliana Cardoso         | PT      | 0,65%       | 34.949  |
| Sandra Tadeu            | DEM     | 0,64%       | 34.182  |
| Rute Costa              | PSD     | 0,63%       | 33.999  |
| Police Neto             | PSD     | 0,63%       | 33.537  |
| Donato                  | PT      | 0,61%       | 32.592  |
| Noemi Nonato            | PR      | 0,60%       | 32.116  |
| Jair Tatto              | PT      | 0,58%       | 30.989  |
| Gilberto Nascimento Jr. | PSC     | 0,57%       | 30.382  |
| Adriana Ramalho         | PSDB    | 0,56%       | 29.756  |
| Camilo Cristófaro       | PSB     | 0,56%       | 29.603  |
| Reis                    | PT      | 0,55%       | 29.308  |
| Paulo Frange            | PTB     | 0,55%       | 29.242  |
| Ricardo Teixeira        | PROS    | 0,53%       | 28.515  |
| Fábio Riva              | PSDB    | 0,52%       | 28.041  |
| Gilberto Natalini       | PV      | 0,52%       | 28.006  |
| Alessandro Guedes       | PT      | 0,50%       | 26.780  |
| Arselino Tatto          | PT      | 0,50%       | 26.596  |
| George Hato             | PMDB    | 0,49%       | 26.104  |
| Isac Félix              | PR      | 0,48%       | 25.876  |
| Aline Cardoso           | PSDB    | 0,48%       | 25.769  |
| Claudinho de Souza      | PSDB    | 0,46%       | 24.923  |
| David Soares            | DEM     | 0,46%       | 24.892  |
| Dr. Milton Ferreira     | PTN     | 0,41%       | 21.849  |
| Rinaldi Digilio         | PRB     | 0,39%       | 20.916  |
| Janaína Lima            | NOVO    | 0,36%       | 19.425  |
| Cláudio Fonseca         | PPS     | 0,34%       | 18.444  |
| Toninho Vespoli         | PSOL    | 0,30%       | 16.012  |
| Zé Turin                | PHS     | 0,28%       | 14.957  |
| Sâmia Bomfim            | PSOL    | 0,23%       | 12.464  |

## Rendimento Financeiro-Eleitoral

### Eleição para prefeito
| Candidato a prefeito | Candidato a prefeito   | Candidato a vice                  | Total de recursos recebidos | Rendimento Eleitoral | Eficiência Eleitoral                     |
| -------------------- | ---------------------- | --------------------------------- | --------------------------- | -------------------- | ---------------------------------------- |
|                      | Altino Prazeres (PSTU) | Professora Janaína (PSTU)         | R$ 00 036 602,38            | R$ 07,76/voto        | R$ 0 449 467,91 para atingir 1% de votos |
|                      | Celso Russomano (PRB)  | Marlene Campos Machado (PTB)      | R$ 06 268 150,00            | R$ 07,93/voto        | R$ 0 459 400,06 para atingir 1% de votos |
|                      | Fernando Haddad (PT)   | Gabriel Chalita (PDT)             | R$ 07 626 351,24            | R$ 07,89/voto        | R$ 0 456 537,09 para atingir 1% de votos |
|                      | Henrique Áreas (PCO)   | Tranquillo Toterle (PCO)          | R$ 00 001 351,41            | R$ 01,33/voto        | R$ 0 076 786,35 para atingir 1% de votos |
|                      | João Bico (PSDC)       | Professora Sílvia Cristina (PSDC) | R$ 00 320 014,85            | R$ 53,28/voto        | R$ 3 085 004,96 para atingir 1% de votos |
|                      | João Doria (PSDB)      | Bruno Covas (PSDB)                | R$ 12 446 819,95            | R$ 04,03/voto        | R$ 0 233 586,63 para atingir 1% de votos |
|                      | Levy Fidelix (PRTB)    | Jairo Glikson (PRTB)              | R$ 00 339 919,58            | R$ 15,66/voto        | R$ 0 906 749,77 para atingir 1% de votos |
|                      | Luiza Erundina (PSOL)  | Ivan Valente (PSOL)               | R$ 00 353 578,00            | R$ 01,92/voto        | R$ 0 111 259,85 para atingir 1% de votos |
|                      | Major Olímpio (SD)     | David Martins (SD)                | R$ 00 095 557,58            | R$ 00,82/voto        | R$ 0 047 340,53 para atingir 1% de votos |
|                      | Marta Suplicy (PMDB)   | Andrea Matarazzo (PSD)            | R$ 06 021 483,84            | R$ 10,25/voto        | R$ 0 593 709,16 para atingir 1% de votos |
|                      | Ricardo Young (REDE)   | Carlota Mingolla (REDE)           | R$ 00 410 788,67            | R$ 15,80/voto        | R$ 0 915 025,32 para atingir 1% de votos |
| Total                | Total                  | Total                             | R$ 33 920 617,50            | R$ 05,85/voto        | R$ 0 339 206,70 para atingir 1% de votos |